# Крумм, Лембит Арсеньевич
Лембит Арсеньевич Крумм (эст. Lembit Krumm; род. 20 июля 1928, Курессааре — 13 декабря 2016) — эстонский учёный в области электроэнергетики. Брат Хендрика Крумма.
Окончил Таллинский политехнический институт (1952). В 1952—1959 гг. работал в Томске, затем в Новосибирске и Иркутске. Доктор технических наук (1979). В 1987 г. избран членом АН Эстонской ССР.
Автор монографий «Методы приведенного градиента при управлении электроэнергетическими системами» (1977), «Методы оптимизации при управлении электроэнергетическими системами» (1981) и др.
В 1966 г. вместе с А. З. Гаммом и И. А. Шером удостоен премии имени Кржижановского АН СССР «за цикл работ в области теории и методов управления процессами в объединенных электроэнергетических системах в нормальных условиях работы».
Лембит Крумм скончался 13 декабря 2016 года и похоронен 27 декабря 2016 года на Таллинском Лесном кладбище